# Bletchley
Bletchley is een plaats in het bestuurlijke gebied en stad Milton Keynes, in het Engelse graafschap Buckinghamshire.  De plaats telt 33.950 inwoners.
Bletchley is vooral bekend vanwege het Bletchley Park, destijds het hoofdkwartier van de Britse codebrekers in de Tweede Wereldoorlog, nu een belangrijke toeristische attractie en conferentie-oord. Het National Museum of Computing bevindt zich ook in het park.

## Geboren
- Robert Douglas (1909-1999), acteur, regisseur
- Derek Redmond (1965), atleet

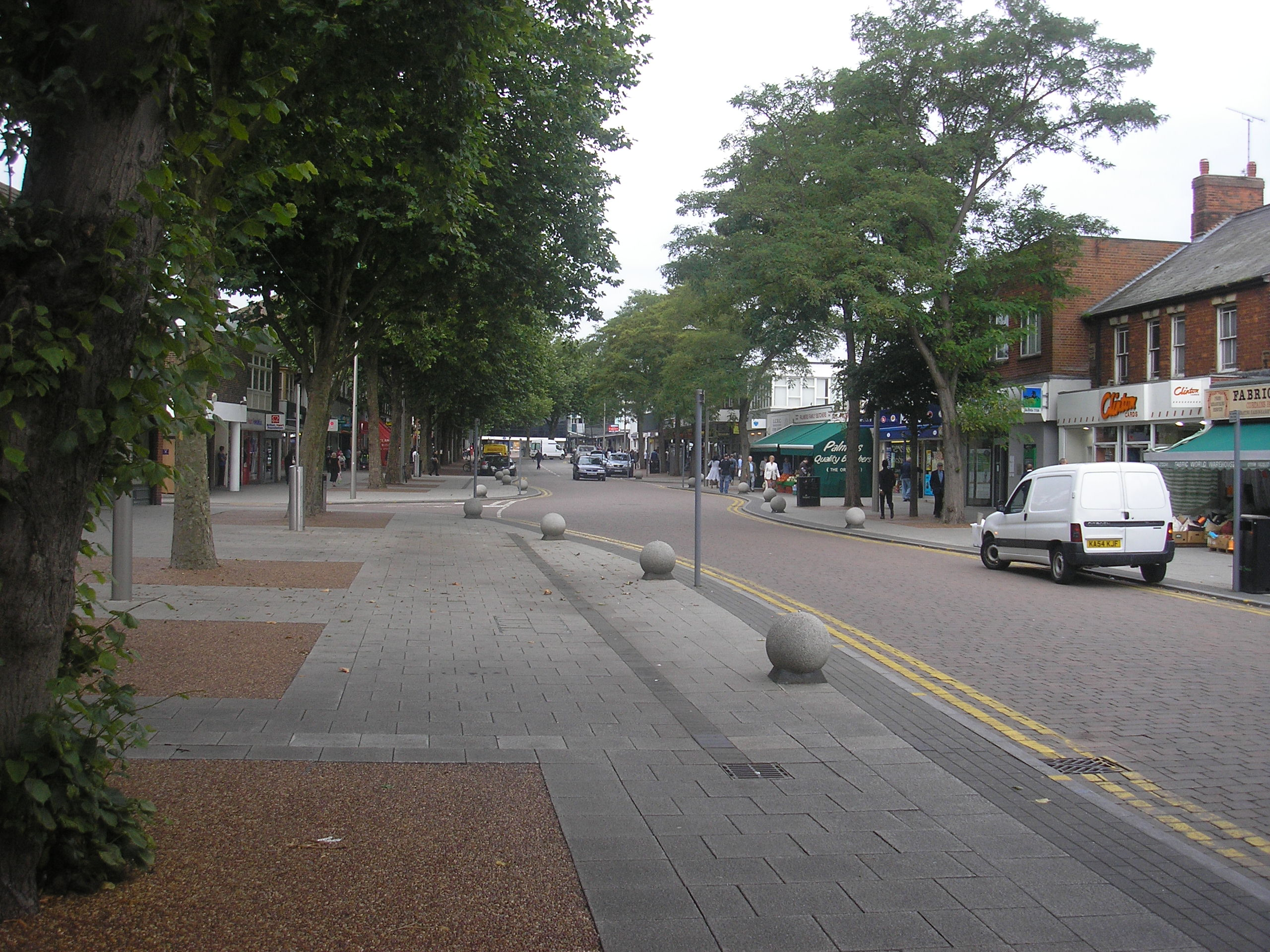
Queensway